# Apristus nevadensis
Apristus nevadensis är en skalbaggsart som beskrevs av Thomas Casey. Apristus nevadensis ingår i släktet Apristus och familjen jordlöpare. Inga underarter finns listade i Catalogue of Life.